# Sphagnum subrufescens
Sphagnum subrufescens är en bladmossart som beskrevs av Warnstorf 1911. Sphagnum subrufescens ingår i släktet vitmossor, och familjen Sphagnaceae. Inga underarter finns listade i Catalogue of Life.